# Liga de Voleibol Superior Masculino 2013-2014
La Liga de Voleibol Superior Masculino 2013-2014 si è svolta dal 16 ottobre 2013 al 4 febbraio 2014: al torneo hanno partecipato 9 squadre di club portoricane e la vittoria finale è andata per la seconda volta ai Mets de Guaynabo.

## Regolamento
La competizione prevede una regular season nella quale tutte le squadre si affrontano per tre volte, per un totale di ventiquattro incontri ciascuna. Le prime cinque classificate accedono ai play-off scudetto, mentre la sesta e la settima prendono parte ad una gara di spareggio detta spareggio wild card. Ai play-off le squadre sono divise in due gironi da tre, seguendo il metodo della serpentina; le prime due classificate si incrociano tra loro in semifinale, giocando al meglio delle sette gare, come accade anche in finale.

## Squadre partecipanti
Al campionato di Liga de Voleibol Superior Masculino 2013-14 hanno partecipato nove franchigie delle dieci aventi diritto, dopo la decisione dei Cariduros de Fajardo non iscriversi al campionato e restare inattivi; attraverso uno scambio di titoli sportivi, i Patriotas de Lares cedono il proprio ai Caribes de San Sebastián, al ritorno dopo due stagioni di assenza, per poi essere immediatamente rifondati con l'acquisto del titolo dei Leones de Ponce, che così abbandonano la Liga de Voleibol Superior Masculino.
| Club                     | Stagione | Città         | Impianto                         | Stagione precedente                            |
| ------------------------ | -------- | ------------- | -------------------------------- | ---------------------------------------------- |
| Capitanes de Arecibo     | dettagli | Arecibo       | Coliseo Manuel Iguina            | 1ª in LVSM, Campioni di Porto Rico             |
| Caribes de San Sebastián | dettagli | San Sebastián | Coliseo Luis Aymat Cardona       | -                                              |
| Changos de Naranjito     | dettagli | Naranjito     | Coliseo Gelito Ortega            | 7ª in LVSM, quarti di finale play-off scudetto |
| Gigantes de Carolina     | dettagli | Carolina      | Coliseo Guillermo Angulo         | 9ª in LVSM                                     |
| Indios de Mayagüez       | dettagli | Mayagüez      | Palacio de Recreación y Deportes | 4ª in LVSM, semifinali play-off scudetto       |
| Maratonistas de Coamo    | dettagli | Coamo         | Coliseo Edwin Nolasco            | 10ª in LVSM                                    |
| Mets de Guaynabo         | dettagli | Guaynabo      | Coliseo Mario Morales            | 6ª in LVSM, finale play-off scudetto           |
| Patriotas de Lares       | dettagli | Lares         | Coliseo Félix Méndez Acevedo     | 3ª in LVSM, quarti di finale play-off scudetto |
| Plataneros de Corozal    | dettagli | Corozal       | Coliseo Carmen Zoraida Figueroa  | 2ª in LVSM, semifinali play-off scudetto       |

## Campionato

### Regular season
| Risultati |                           |     |                                   |
|           |                           |     |                                   |
| 16-10     | San Sebastián - Coamo     | 3-0 | 29-27, 25-20, 25-19               |
| 16-10     | Guaynabo - Lares          | 3-0 | 25-21, 25-19, 25-15               |
| 17-10     | Carolina - Naranjito      | 3-0 | 25-17, 25-18, 25-23               |
| 18-10     | Corozal - San Sebastián   | 3-2 | 25-21, 25-16, 25-27, 20-25, 15-11 |
| 18-10     | Coamo - Guaynabo          | 2-3 | 20-25, 21-25, 25-22, 25-22, 12-15 |
| 18-10     | Arecibo - Mayagüez        | 3-0 | 25-23, 25-22, 25-20               |
| 20-10     | Naranjito - Arecibo       | 3-0 | 25-23, 25-19, 25-18               |
| 20-10     | Lares - Carolina          | 2-3 | 20-25, 25-19, 21-25, 25-22, 13-15 |
| 20-10     | San Sebastián - Mayagüez  | 3-1 | 25-22, 25-23, 30-32, 25-19        |
| 20-10     | Guaynabo - Corozal        | 3-0 | 25-19, 25-21, 25-16               |
| 22-10     | Carolina - Coamo          | 3-1 | 27-25, 31-29, 22-25, 25-20        |
| 23-10     | Mayagüez - Lares          | 2-3 | 25-22, 25-17, 22-25, 23-25, 13-15 |
| 23-10     | Arecibo - Guaynabo        | 1-3 | 23-25, 29-31, 25-14, 19-25        |
| 24-10     | Corozal - Naranjito       | 3-0 | 25-23, 25-14, 30-28               |
| 24-10     | San Sebastián - Carolina  | 0-3 | 17-25, 19-25, 19-25               |
| 25-10     | Coamo - Arecibo           | 0-3 | 18-25, 17-25, 19-25               |
| 25-10     | Guaynabo - Mayagüez       | 3-0 | 25-22, 32-30, 25-22               |
| 26-10     | Lares - Corozal           | 3-1 | 18-25, 28-26, 33-31, 25-21        |
| 26-10     | Naranjito - San Sebastián | 0-3 | 20-25, 21-25, 23-25               |
| 27-10     | Carolina - Mayagüez       | 3-1 | 27-25, 27-29, 25-18, 25-23        |
| 29-10     | Coamo - Lares             | 1-3 | 22-25, 37-39, 25-23, 22-25        |
| 30-10     | Arecibo - Carolina        | 3-2 | 25-13, 20-25, 27-25, 17-25, 15-10 |
| 30-10     | Naranjito - Guaynabo      | 0-3 | 26-28, 19-25, 20-25               |
| 31-10     | Mayagüez - Corozal        | 1-3 | 25-16, 19-25, 16-25, 19-25        |
| 01-10     | San Sebastián - Arecibo   | 3-2 | 23-25, 23-25, 29-27, 25-20, 15-12 |
| 01-11     | Lares - Naranjito         | 2-3 | 25-12, 23-25, 25-22, 23-25, 8-15  |
| 02-11     | Guaynabo - Carolina       | 3-0 | 28-26, 25-22, 25-17               |
| 02-11     | Corozal - Coamo           | 3-1 | 25-19, 23-25, 26-24, 25-19        |
| 03-11     | Arecibo - Lares           | 3-2 | 25-21, 23-25, 23-25, 25-16, 15-8  |
| 03-11     | Mayagüez - Naranjito      | 3-1 | 25-17, 25-20, 20-25, 25-18        |
| 05-11     | Mayagüez - Coamo          | 3-1 | 25-23, 25-13, 23-25, 25-20        |
| 05-11     | Carolina - Corozal        | 3-0 | 25-20, 25-22, 27-25               |
| 06-11     | Lares - San Sebastián     | 3-1 | 16-25, 25-17, 25-23, 25-20        |
| 07-11     | Coamo - Naranjito         | 2-3 | 25-19, 22-25, 25-23, 21-25, 17-19 |
| 07-11     | Corozal - Arecibo         | 3-2 | 25-23, 17-25, 25-19, 23-25, 15-13 |
| 08-11     | San Sebastián - Guaynabo  | 1-3 | 25-20, 19-25, 15-25, 23-25        |
| 09-11     | Arecibo - Mayagüez        | 3-0 | 25-23, 25-21, 25-22               |
| 09-11     | Naranjito - Corozal       | 3-2 | 18-25, 25-21, 25-23, 25-27, 15-11 |
| 10-11     | Guaynabo - Coamo          | 3-1 | 25-17, 25-17, 20-25, 25-18        |
| 10-11     | San Sebastián - Lares     | 2-3 | 25-22, 29-27, 21-25, 21-25, 1-15  |
| 12-11     | Coamo - Carolina          | 0-3 | 25-27, 27-29, 21-25               |
| 13-11     | Mayagüez - San Sebastián  | 3-1 | 17-25, 25-22, 25-14, 25-22        |
| 13-11     | Lares - Guaynabo          | 1-3 | 14-25, 20-25, 26-24, 17-25        |
| 14-11     | Arecibo - Corozal         | 3-2 | 17-25, 25-23, 25-22, 23-25, 15-12 |
| 14-11     | Carolina - Naranjito      | 3-0 | 25-22, 26-24, 25-17               |
| 15-11     | Guaynabo - San Sebastián  | 3-0 | 25-18, 28-26, 25-22               |
| 16-11     | Corozal - Coamo           | 3-1 | 22-25, 28-26, 25-16, 25-20        |
| 16-11     | Naranjito - Arecibo       | 0-3 | 35-37, 16-25, 19-25               |
| 17-11     | Mayagüez - Lares          | 3-2 | 25-22, 25-27, 17-25, 25-22, 15-10 |
| 17-11     | San Sebastián - Carolina  | 3-1 | 25-23, 23-25, 25-21, 25-20        |
| 19-11     | Lares - Naranjito         | 1-3 | 18-25, 36-38, 25-15, 21-25        |
| 20-11     | Coamo - Mayagüez          | 1-3 | 25-21, 20-25, 15-25, 22-25        |
| 20-11     | Corozal - Carolina        | 3-2 | 28-26, 25-22, 27-29, 21-25, 15-10 |
| 21-11     | Arecibo - San Sebastián   | 3-0 | 25-9, 25-15, 25-15                |

| Risultati |                           |     |                                   |
|           |                           |     |                                   |
| 22-11     | Naranjito - Guaynabo      | 1-3 | 14-25, 22-25, 25-23, 24-26        |
| 22-11     | Corozal - Lares           | 3-0 | 25-21, 25-16, 25-17               |
| 23-11     | San Sebastián - Coamo     | 3-0 | 25-22, 25-19, 25-23               |
| 23-11     | Mayagüez - Carolina       | 3-1 | 24-26, 26-24, 27-25, 25-19        |
| 24-11     | Guaynabo - Arecibo        | 3-1 | 23-25, 25-20, 25-19, 25-22        |
| 26-11     | Lares - Arecibo           | 1-3 | 25-21, 19-25, 29-31, 18-25        |
| 26-11     | Naranjito - Coamo         | 3-2 | 24-26, 26-24, 25-15, 19-25, 15-12 |
| 27-11     | Carolina - Guaynabo       | 0-3 | 20-25, 22-25, 24-26               |
| 27-11     | Mayagüez - Corozal        | 1-3 | 25-16, 19-25, 14-25, 16-25        |
| 29-11     | Arecibo - Carolina        | 2-3 | 27-25, 23-25, 13-25, 25-20, 12-15 |
| 29-11     | Lares - Coamo             | 3-1 | 25-23, 25-23, 22-25, 25-23        |
| 29-11     | Corozal - San Sebastián   | 3-0 | 25-18, 25-18, 25-21               |
| 30-11     | Mayagüez - Guaynabo       | 1-3 | 18-25, 25-22, 18-25, 18-25        |
| 01-12     | Naranjito - San Sebastián | 0-3 | 21-25, 24-26, 18-25               |
| 01-12     | Coamo - Arecibo           | 2-3 | 23-25, 25-23, 25-21, 17-25, 10-15 |
| 01-12     | Carolina - Lares          | 3-2 | 24-26, 25-16, 23-25, 25-20, 19-17 |
| 03-12     | Guaynabo - Corozal        | 2-3 | 25-23, 25-20, 20-25, 22-25, 21-23 |
| 03-12     | Naranjito - Mayagüez      | 0-3 | 24-26, 23-25, 23-25               |
| 04-12     | Coamo - Carolina          | 2-3 | 23-25, 17-25, 25-23, 25-22, 9-15  |
| 05-12     | Lares - Mayagüez          | 1-3 | 14-25, 19-25, 27-25, 19-25        |
| 05-12     | Arecibo - Guaynabo        | 3-2 | 25-18, 23-25, 25-14, 20-25, 15-9  |
| 06-12     | San Sebastián - Naranjito | 3-1 | 25-17, 25-20, 22-25, 25-19        |
| 07-12     | Corozal - Lares           | 3-1 | 25-21, 25-16, 21-25, 27-25        |
| 07-12     | Guaynabo - Mayagüez       | 3-1 | 25-19, 25-23, 22-25, 25-21        |
| 08-12     | Carolina - San Sebastián  | 3-2 | 18-25, 27-25, 25-20, 22-25, 16-14 |
| 08-12     | Coamo - Naranjito         | 0-3 | 21-25, 19-25, 22-25               |
| 10-12     | Coamo - San Sebastián     | 2-3 | 26-24, 25-22, 16-25, 20-25, 8-15  |
| 10-12     | Mayagüez - Arecibo        | 3-2 | 25-16, 20-25, 25-22, 23-25, 15-10 |
| 11-12     | Guaynabo - Naranjito      | 3-1 | 25-18, 24-26, 25-20, 25-18        |
| 11-12     | Arecibo - Lares           | 3-0 | 25-13, 25-18, 25-17               |
| 12-12     | Carolina - Corozal        | 3-2 | 25-20, 13-25, 16-25, 25-23, 15-9  |
| 13-12     | San Sebastián - Mayagüez  | 0-3 | 19-25, 26-28, 25-27               |
| 13-12     | Coamo - Guaynabo          | 0-3 | 20-25, 15-25, 23-25               |
| 14-12     | Naranjito - Corozal       | 0-3 | 20-25, 22-25, 18-25               |
| 15-12     | San Sebastián - Arecibo   | 1-3 | 25-27, 25-17, 20-25, 26-28        |
| 15-12     | Mayagüez - Coamo          | 3-0 | 25-22, 25-17, 25-17               |
| 15-12     | Guaynabo - Carolina       | 3-0 | 25-22, 25-21, 31-29               |
| 17-12     | Naranjito - Lares         | 0-3 | 19-25, 23-25, 23-25               |
| 17-12     | Carolina - Arecibo        | 2-3 | 17-25, 25-23, 25-22, 15-25, 13-15 |
| 18-12     | Corozal - Mayagüez        | 3-1 | 21-25, 27-25, 25-19, 25-19        |
| 19-12     | Guaynabo - San Sebastián  | 0-3 | 23-25, 20-25, 21-25               |
| 19-12     | Lares - Coamo             | 3-0 | 25-22, 25-22, 25-23               |
| 20-12     | Arecibo - Naranjito       | 3-0 | 25-21, 25-2119, 25-21             |
| 21-12     | Lares - San Sebastián     | 0-3 | 20-25, 20-25, 23-25               |
| 21-12     | Corozal - Guaynabo        | 3-1 | 25-22, 25-17, 20-25, 25-20        |
| 22-12     | Naranjito - Carolina      | 2-3 | 26-28, 24-26, 26-24, 25-20, 12-15 |
| 23-12     | Coamo - Corozal           | 0-3 | 24-26, 19-25, 28-30               |
| 23-12     | Lares - Guaynabo          | 2-3 | 25-22, 19-25, 25-22, 12-25, 13-15 |
| 26-12     | Carolina - Mayagüez       | 3-0 | 25-15, 25-16 25-20                |
| 26-12     | Arecibo - Coamo           | 3-0 | 25-16, 28-26, 25-16               |
| 27-12     | San Sebastián - Corozal   | 1-3 | 23-25, 23-25, 26-24, 16-25        |
| 28-12     | Mayagüez - Naranjito      | 3-0 | 25-13, 25-20, 25-18               |
| 28-12     | Carolina - Lares          | 3-0 | 25-18, 25-19, 25-14               |
| 29-12     | Corozal - Arecibo         | 1-3 | 21-25, 20-25, 25-15, 23-25        |

#### Classifica
| Pos. | Squadra                  | Pt | G  | V  | P  | SV | SP | Ratio | PF   | PS   | Ratio |
| ---- | ------------------------ | -- | -- | -- | -- | -- | -- | ----- | ---- | ---- | ----- |
| 1    | Mets de Guaynabo         | 60 | 24 | 20 | 4  | 65 | 25 | 2.600 | 2142 | 1920 | 1.116 |
| 2    | Plataneros de Corozal    | 50 | 24 | 17 | 7  | 59 | 37 | 1.595 | 2235 | 2064 | 1.083 |
| 3    | Capitanes de Arecibo     | 49 | 24 | 17 | 7  | 61 | 36 | 1.694 | 2211 | 2023 | 1.093 |
| 4    | Gigantes de Carolina     | 44 | 24 | 16 | 8  | 56 | 40 | 1.400 | 2191 | 2108 | 1.039 |
| 5    | Indios de Mayagüez       | 35 | 24 | 12 | 12 | 45 | 46 | 0.978 | 2067 | 2044 | 1.011 |
| 6    | Caribes de San Sebastián | 34 | 24 | 11 | 13 | 44 | 46 | 0.957 | 2002 | 2049 | 0.977 |
| 7    | Patriotas de Lares       | 28 | 24 | 8  | 16 | 41 | 56 | 0.732 | 2084 | 2250 | 0.926 |
| 8    | Changos de Naranjito     | 18 | 24 | 7  | 17 | 27 | 60 | 0.450 | 1876 | 2071 | 0.906 |
| 9    | Maratonistas de Coamo    | 6  | 24 | 0  | 24 | 20 | 72 | 0.278 | 1951 | 2230 | 0.875 |

| Ammesse ai play-off scudetto - Girone A | Ammesse ai play-off scudetto - Girone B | Spareggio Wild Card |

### Play-off scudetto

#### SpareggioWild Card
| Gara unica |                       |     |                            |
|            |                       |     |                            |
| 30-12      | San Sebastián - Lares | 1-3 | 26-24, 23-25, 22-25, 22-25 |

#### Quarti di finale

##### Girone A

###### Risultati
| Gara 1 |                 |     |                     |
|        |                 |     |                     |
| 02-01  | Lares - Arecibo | 0-3 | 21-25, 15-25, 17-25 |

| Gara 2 |                  |     |                     |
|        |                  |     |                     |
| 03-01  | Guaynabo - Lares | 3-0 | 25-20, 25-17, 28-26 |

| Gara 3 |                    |     |                                   |
|        |                    |     |                                   |
| 07-01  | Arecibo - Guaynabo | 2-3 | 25-17, 25-20, 19-25, 20-25, 12-15 |

| Gara 4 |                  |     |                     |
|        |                  |     |                     |
| 08-01  | Lares - Guaynabo | 0-3 | 18-25, 20-25,1 6-25 |

| Gara 5 |                 |     |                     |
|        |                 |     |                     |
| 10-01  | Arecibo - Lares | 3-0 | 25-18, 25-21, 25-20 |

| Gara 6 |                    |     |                     |
|        |                    |     |                     |
| 11-01  | Guaynabo - Arecibo | 3-0 | 25-22, 26-24, 25-16 |

###### Classifica
| Pos. | Squadra              | Pt | G | V | P | SV | SP | Ratio | PF  | PS  | Ratio |
| ---- | -------------------- | -- | - | - | - | -- | -- | ----- | --- | --- | ----- |
| 1    | Mets de Guaynabo     | 8  | 4 | 4 | 0 | 12 | 2  | 6.000 | 331 | 280 | 1.182 |
| 2    | Capitanes de Arecibo | 6  | 4 | 2 | 2 | 8  | 6  | 1.333 | 313 | 290 | 1.079 |
| 3    | Patriotas de Lares   | 4  | 4 | 0 | 4 | 0  | 12 | 0.000 | 229 | 303 | 0.756 |

##### Girone B

###### Risultati
| Gara 1 |                     |     |                                  |
|        |                     |     |                                  |
| 03-01  | Mayagüez - Carolina | 2-3 | 23-25, 25-19, 23-25, 25-18, 9-15 |

| Gara 2 |                    |     |                            |
|        |                    |     |                            |
| 04-01  | Corozal - Mayagüez | 3-1 | 25-15, 25-14, 21-25, 25-16 |

| Gara 3 |                    |     |                     |
|        |                    |     |                     |
| 08-01  | Carolina - Corozal | 3-0 | 25-21, 25-19, 25-21 |

| Gara 4 |                    |     |                     |
|        |                    |     |                     |
| 09-01  | Mayagüez - Corozal | 0-3 | 16-25, 22-25, 23-25 |

| Gara 5 |                     |     |                            |
|        |                     |     |                            |
| 11-01  | Carolina - Mayagüez | 3-1 | 25-19, 24-26, 25-19, 25-19 |

| Gara 6 |                    |     |                     |
|        |                    |     |                     |
| 12-01  | Corozal - Carolina | 3-0 | 25-19, 25-22, 28-26 |

###### Classifica
| Pos. | Squadra               | Pt | G | V | P | SV | SP | Ratio | PF  | PS  | Ratio |
| ---- | --------------------- | -- | - | - | - | -- | -- | ----- | --- | --- | ----- |
| 1    | Gigantes de Carolina  | 7  | 4 | 3 | 1 | 9  | 6  | 1.500 | 343 | 327 | 1.049 |
| 2    | Plataneros de Corozal | 7  | 4 | 3 | 1 | 9  | 4  | 2.250 | 310 | 273 | 1.136 |
| 3    | Indios de Mayagüez    | 4  | 4 | 0 | 4 | 4  | 12 | 0.333 | 319 | 372 | 0.858 |

#### Semifinali e finale
|  | Semifinali            | Semifinali            | Semifinali            | Semifinali            | Semifinali            | Semifinali | Semifinali | Semifinali | Semifinali |  |  | Finale | Finale               | Finale               | Finale               | Finale               | Finale | Finale | Finale | Finale |  |
|  |                       |                       |                       |                       |                       |            |            |            |            |  |  |        |                      |                      |                      |                      |        |        |        |        |  |
|  | Mets de Guaynabo      | Mets de Guaynabo      | Mets de Guaynabo      | Mets de Guaynabo      | Mets de Guaynabo      | 3          | 3          | 3          | 3          |  |  |        |                      |                      |                      |                      |        |        |        |        |  |
|  | Plataneros de Corozal | Plataneros de Corozal | Plataneros de Corozal | Plataneros de Corozal | Plataneros de Corozal | 1          | 0          | 1          | 2          |  |  | 1      | Mets de Guaynabo     | Mets de Guaynabo     | Mets de Guaynabo     | Mets de Guaynabo     | 3      | 3      | 3      | 3      |  |
|  | Gigantes de Carolina  | Gigantes de Carolina  | 3                     | 0                     | 1                     | 3          | 2          | 3          | 0          |  |  | 3      | Capitanes de Arecibo | Capitanes de Arecibo | Capitanes de Arecibo | Capitanes de Arecibo | 1      | 1      | 0      | 2      |  |
|  | Capitanes de Arecibo  | Capitanes de Arecibo  | 1                     | 3                     | 3                     | 1          | 3          | 2          | 3          |  |  |        |                      |                      |                      |                      |        |        |        |        |  |

##### Semifinali
| Gara 1 |                    |     |                            |
|        |                    |     |                            |
| 13-01  | Guaynabo - Corozal | 3-1 | 25-23, 22-25, 27-25, 25-19 |
| 14-01  | Arecibo - Carolina | 1-3 | 25-23, 23-25, 17-25, 20-25 |

| Gara 2 |                    |     |                     |
|        |                    |     |                     |
| 15-01  | Corozal - Guaynabo | 0-3 | 18-25, 14-25, 24-26 |
| 16-01  | Carolina - Arecibo | 0-3 | 19-25, 18-25, 18-25 |

| Gara 3 |                    |     |                            |
|        |                    |     |                            |
| 17-01  | Guaynabo - Corozal | 3-1 | 25-21, 22-25, 25-15, 25-17 |
| 18-01  | Arecibo - Carolina | 3-1 | 35-37, 25-15, 25-19, 25-19 |

| Gara 4 |                    |     |                                   |
|        |                    |     |                                   |
| 19-01  | Corozal - Guaynabo | 2-3 | 18-25, 22-25, 25-23, 25-18, 11-15 |
| 20-01  | Carolina - Arecibo | 3-1 | 25-21, 18-25, 25-17, 25-18        |

| Gara 5 |                    |     |                                   |
|        |                    |     |                                   |
| 22-01  | Arecibo - Carolina | 3-2 | 25-17, 19-25, 25-18, 10-25, 15-13 |

| Gara 6 |                    |     |                                  |
|        |                    |     |                                  |
| 24-01  | Carolina - Arecibo | 3-2 | 25-23, 25-27, 25-18, 21-25, 15-8 |

| \| Gara 7 \| \| \| \| \| \| \| \| \| \| 26-01 \| Arecibo - Carolina \| 3-0 \| 25-22, 25-20, 25-20 \| |                    |     |                     |
| Gara 7                                                                                               |                    |     |                     |
| |                    |     |                     |
| 26-01                                                                                                | Arecibo - Carolina | 3-0 | 25-22, 25-20, 25-20 |

##### Finale
| Gara 1 |                    |     |                            |
|        |                    |     |                            |
| 29-01  | Guaynabo - Arecibo | 3-1 | 25-12, 25-18, 23-25, 25-11 |

| Gara 2 |                    |     |                            |
|        |                    |     |                            |
| 31-01  | Arecibo - Guaynabo | 1-3 | 19-25, 24-26, 25-22, 15-25 |

| Gara 3 |                    |     |                     |
|        |                    |     |                     |
| 02-02  | Guaynabo - Arecibo | 3-0 | 25-21, 25-21, 25-21 |

| Gara 4 |                    |     |                                   |
|        |                    |     |                                   |
| 04-02  | Arecibo - Guaynabo | 2-3 | 25-18, 20-25, 24-26, 25-23, 12-25 |

## Premi individuali
| Premio                   | Giocatrice       | Squadra                  |
| ------------------------ | ---------------- | ------------------------ |
| MVP della Regular Season | Ángel Pérez      | Mets de Guaynabo         |
| MVP della Finale         | Pablo Guzmán     | Mets de Guaynabo         |
| Miglior palleggiatore    | Ángel Pérez      | Mets de Guaynabo         |
| Miglior esordiente       | William Thompson | Gigantes de Carolina     |
| Rising star              | Domingo González | Patriotas de Lares       |
| Miglior allenatore       | Ramón Hernández  | Plataneros de Corozal    |
| All-Star Team            | Ángel Pérez      | Mets de Guaynabo         |
| All-Star Team            | Ezequiel Cruz    | Plataneros de Corozal    |
| All-Star Team            | José Rivera      | Gigantes de Carolina     |
| All-Star Team            | Roberto Muñiz    | Capitanes de Arecibo     |
| All-Star Team            | Mannix Román     | Indios de Mayagüez       |
| All-Star Team            | Jessie Colón     | Caribes de San Sebastián |
| All-Star Team            | Orlando Irizarry | Gigantes de Carolina     |

## Statistiche
| Punti totali | Punti totali      | Punti totali | Punti totali             |
| Pos.         | Nome              | Punti        | Squadra                  |
| ------------ | ----------------- | ------------ | ------------------------ |
| 1            | Jorge Mencía      | 442          | Maratonistas de Coamo    |
| 2            | Domingo González  | 300          | Patriotas de Lares       |
| 3            | Ezequiel Cruz     | 289          | Plataneros de Corozal    |
| 4            | Jean Carlos Ortíz | 286          | Mets de Guaynabo         |
| 5            | Ulises Maldonado  | 282          | Plataneros de Corozal    |
| 6            | Juan Vázquez      | 246          | Indios de Mayagüez       |
| 7            | Juan Figueroa     | 241          | Caribes de San Sebastián |
| 8            | Roberto Muñiz     | 237          | Capitanes de Arecibo     |
| 9            | José Rivera       | 235          | Gigantes de Carolina     |
| 10           | Yunieski Ramírez  | 233          | Changos de Naranjito     |

| Attacchi vincenti | Attacchi vincenti | Attacchi vincenti | Attacchi vincenti        |
| Pos.              | Nome              | Punti             | Squadra                  |
| ----------------- | ----------------- | ----------------- | ------------------------ |
| 1                 | Jorge Mencía      | 398               | Maratonistas de Coamo    |
| 2                 | Ezequiel Cruz     | 265               | Plataneros de Corozal    |
| 3                 | Domingo González  | 262               | Patriotas de Lares       |
| 4                 | Ulises Maldonado  | 253               | Plataneros de Corozal    |
| 5                 | Jean Carlos Ortíz | 243               | Mets de Guaynabo         |
| 6                 | Juan Figueroa     | 212               | Caribes de San Sebastián |
| 7                 | Juan Vázquez      | 210               | Indios de Mayagüez       |
| 8                 | Yunieski Ramírez  | 206               | Changos de Naranjito     |
| 9                 | Víctor Bird       | 189               | Gigantes de Carolina     |
| 10                | Roberto Muñiz     | 187               | Capitanes de Arecibo     |

| Muri vincenti | Muri vincenti     | Muri vincenti | Muri vincenti            |
| Pos.          | Nome              | Punti         | Squadra                  |
| ------------- | ----------------- | ------------- | ------------------------ |
| 1             | Jessie Colón      | 56            | Caribes de San Sebastián |
| 2             | Mannix Román      | 51            | Indios de Mayagüez       |
| 3             | Josué Núñez       | 46            | Plataneros de Corozal    |
| 4             | William Thompson  | 44            | Gigantes de Carolina     |
| 5             | Luis Quiñones     | 41            | Patriotas de Lares       |
| 6             | Enrique Escalante | 40            | Mets de Guaynabo         |
| 7             | José Rivera       | 38            | Maratonistas de Coamo    |
| 8             | Luis Rodríguez    | 37            | Capitanes de Arecibo     |
| 9             | Jorge Mencía      | 35            | Maratonistas de Coamo    |
| 10            | Roberto Muñiz     | 35            | Capitanes de Arecibo     |

| Battute vincenti | Battute vincenti  | Battute vincenti | Battute vincenti      |
| Pos.             | Nome              | Punti            | Squadra               |
| ---------------- | ----------------- | ---------------- | --------------------- |
| 1                | José Rivera       | 25               | Gigantes de Carolina  |
| 2                | Maikel Bastida    | 22               | Maratonistas de Coamo |
| 3                | Mannix Román      | 20               | Indios de Mayagüez    |
| 4                | Juan Vázquez      | 20               | Indios de Mayagüez    |
| 5                | Jean Carlos Ortíz | 16               | Mets de Guaynabo      |
| 6                | Ulises Maldonado  | 16               | Plataneros de Corozal |
| 7                | Víctor Bird       | 15               | Gigantes de Carolina  |
| 8                | Andrés Cruz       | 15               | Gigantes de Carolina  |
| 9                | Yamil Pérez       | 15               | Gigantes de Carolina  |
| 10               | João Girón        | 15               | Maratonistas de Coamo |

| Ricezioni perfette | Ricezioni perfette | Ricezioni perfette | Ricezioni perfette       |
| Pos.               | Nome               | Punti              | Squadra                  |
| ------------------ | ------------------ | ------------------ | ------------------------ |
| 1                  | Orlando Irizarry   | 307                | Gigantes de Carolina     |
| 2                  | Ángel Matías       | 288                | Capitanes de Arecibo     |
| 3                  | José Mulero        | 267                | Indios de Mayagüez       |
| 4                  | Juan Figueroa      | 258                | Caribes de San Sebastián |
| 5                  | Víctor Rivera      | 257                | Capitanes de Arecibo     |
| 6                  | Alexander Robles   | 239                | Patriotas de Lares       |
| 7                  | Iván Pérez         | 236                | Indios de Mayagüez       |
| 8                  | José Rivera        | 221                | Gigantes de Carolina     |
| 9                  | Bolivar Bermúdez   | 217                | Patriotas de Lares       |
| 10                 | Saúl Morales       | 201                | Patriotas de Lares       |

| Difese perfette | Difese perfette    | Difese perfette | Difese perfette          |
| Pos.            | Nome               | Punti           | Squadra                  |
| --------------- | ------------------ | --------------- | ------------------------ |
| 1               | Dennis Del Valle   | 221             | Mets de Guaynabo         |
| 2               | Orlando Irizarry   | 212             | Gigantes de Carolina     |
| 3               | José Mulero        | 194             | Indios de Mayagüez       |
| 4               | Ángel Matías       | 188             | Capitanes de Arecibo     |
| 5               | Saúl Morales       | 173             | Patriotas de Lares       |
| 6               | Juan Carlos Rivera | 162             | Changos de Naranjito     |
| 7               | Víctor Rivera      | 146             | Capitanes de Arecibo     |
| 8               | Alexander Robles   | 122             | Patriotas de Lares       |
| 9               | Víctor Cosme       | 120             | Plataneros de Corozal    |
| 10              | Harry Rosario      | 117             | Caribes de San Sebastián |

| Assist vincenti | Assist vincenti       | Assist vincenti | Assist vincenti          |
| Pos.            | Nome                  | Punti           | Squadra                  |
| --------------- | --------------------- | --------------- | ------------------------ |
| 1               | Ángel Pérez           | 548             | Mets de Guaynabo         |
| 2               | Juan Miguel Ruiz      | 478             | Plataneros de Corozal    |
| 3               | Yamil Pérez           | 440             | Gigantes de Carolina     |
| 4               | Julio Acevedo         | 371             | Capitanes de Arecibo     |
| 5               | Kevin Rodríguez       | 360             | Patriotas de Lares       |
| 6               | José Guilloty         | 352             | Indios de Mayagüez       |
| 7               | Edwin Santiago        | 292             | Changos de Naranjito     |
| 8               | Maikel Bastidas       | 266             | Caribes de San Sebastián |
| 9               | Milton Marrero        | 217             | Maratonistas de Coamo    |
| 10              | Juan Carlos Rodríguez | 71              | Changos de Naranjito     |

| Rendimento liberi | Rendimento liberi  | Rendimento liberi | Rendimento liberi        |
| Pos.              | Nome               | Ratio             | Squadra                  |
| ----------------- | ------------------ | ----------------- | ------------------------ |
| 1                 | Orlando Irizarry   | 8.37              | Gigantes de Carolina     |
| 2                 | José Mulero        | 7.81              | Indios de Mayagüez       |
| 3                 | Dennis Del Valle   | 7.43              | Mets de Guaynabo         |
| 4                 | Ángel Matías       | 7.32              | Capitanes de Arecibo     |
| 5                 | Saúl Morales       | 6.34              | Patriotas de Lares       |
| 6                 | Juan Carlos Rivera | 6.28              | Changos de Naranjito     |
| 7                 | Víctor Cosme       | 5.81              | Plataneros de Corozal    |
| 8                 | Harry Rosario      | 5.13              | Caribes de San Sebastián |
| 9                 | Juan Rosa          | 5.10              | Maratonistas de Coamo    |
| 10                | Rubén Martínez     | 5.04              | Maratonistas de Coamo    |